# A Day at the Races (album)
'A Day at the Races' je peti album britanskog rock sastava "Queen". Album je izdan 10. prosinca 1976. godine. Prvi je album snimljen bez producenta Roya Thomasa Bakera, i doživio je veliki uspjeh. Proveo je 24 tjedna na top ljestvici albuma i zauzeo mjesto broj 1.
12. studenog 1976. izdan je singl "Somebody to Love / White Man".

## Popis pjesama
1. "Tie Your Mother Down" (May) - 4:47
2. "You Take My Breath Away" (Mercury) - 5:09
3. "Long Away" (May) - 4:34
4. "The Millionaire Waltz" (Mercury) - 4:54
5. "You And I" (Deacon) - 3:25
6. "Somebody to Love" (Mercury) - 4:56
7. "White Man" (May) - 4:59
8. "Good Old-Fashioned Lover Boy" (Mercury) - 2:54
9. "Drowse" (Taylor) - 3:45
10. "Teo Torriatte (Let Us Cling Together)" (May) - 5:50

## Pjesme
1. Tie Your Mother Down (May) - May je pjesmu napisao 1975. godine dok je bio na Tenerifima. Pjesma je postala gotovo neizostavna na svim koncertima "Queena".
2. You Take My Breath Away (Mercury) - Sve voklane kao i dionice na pijanu otpjevao i odsvirao je Freddie Mercury.
3. Long Away (May) - Pjesmu je napisao i otpjevao Brian May.Jedini singl Queena na kojemu se Freddie ne pojavljuje kao glavni vokal.
4. The Millionaire Waltz (Mercury) - Mercury je napisao pjesmu koja govori o Johnu Reidu, ondašnjemu menageru sastava.
5. You And I (Deacon) - Pjesmu je napisao Deacon koji je odsvirao akustičnu gitaru, dok je Mercury svirao na pijanu Eltona Johna. Sastav pjesmu nije nikada izveo uživo.
6. Somebody to Love (Mercury) - Najveći hit s ovog albuma. Poput prijašnjeg hita "Bohemian Rhapsody" pjesma je snimljena miksajući vokale članova sastava. Jedna je od rijetkih na kojoj je basist John Deacon pjevao prateće vokale na nastupima uživo. Objavljena je na kompilaciji "Greatest Hits" iz 1981. godine. 1992. izvedena je na Freddie Mercury Tribute Koncertu s Georgom Michaelom kao vokalom. Ta verzija objavljena je 1999. godine na kompilaciji "Greatest Hits III".
7. White Man (May) - May je pjesmu napisao inspirian patnjama američkih Indijanaca od strane europskih doseljenika.
8. Good Old-Fashioned Lover Boy (Mercury) - Objavljena na prvom maksi - singlu sastava 20. svibnja 1977. Pjesma se može opisati kao romansa neimenovane ljubavi. Objavljena je kompilaciji "Greatest Hits" iz 1981. godine.
9. Drowse (Taylor) - Pjesmu je napisao Roger Taylor koji je odsvirao i ritam gitaru.
10. Teo Torriatte (Let Us Cling Together) (May) - Pjesma je posebna po tome što nije cijela napisana i otpjevana na engleskom jeziku, već je dijelom napisana i otpjeva na japanskom jeziku, što je rijedak slučaj. Sastav je to ponovio s pjesmama "Mustapha" koja je dijelom na perzijskom jeziku, objavljena je na albumu "Jazz" iz 1978., "Las Palabras de Amor (The Words of Love)" koja je dijelom napisana na španjolskom jeziku i "Dancer" u kojoj možemo čuti rečenicu na njemačkom jeziku. Objavljene su na albumu "Hot Space" iz 1982. godine.

## Top ljestvica
| Država     | Top ljestvica    | Top ljestvica | Prodaja      | Prodaja   |
|            | Najviša pozicija | Tjedana       | Naklada      | Komada    |
| ---------- | ---------------- | ------------- | ------------ | --------- |
| Austrija   | 8                | 12            |              |           |
| Njemačka   | 10               |               | Zlatna       | 350.000   |
| Japan      | 1                |               | Zlatna       | 200.000   |
| Nizozemska | 1                |               |              | 100.000   |
| Norveška   | 3                | 17            |              |           |
| Švedska    | 8                | 8             |              |           |
| UK         | 1                | 24            | 2xPlatinasta | 750.000   |
| Kanada     |                  |               | Platinasta   | 200.000   |
| SAD        | 5                | 19            | Platinasta   | 1.500.000 |